# Ezequiel Mosquera
Ezequiel Mosquera (ur. 19 listopada 1975 w Cacheiras-Teo) – hiszpański kolarz szosowy startujący wśród zawodowców od 1999 roku. Obecnie jeździe w drużunie Xacobeo-Galicia.

## Najważniejsze zwycięstwa i sukcesy
- 2005
  - etap w Vuelta a La Rioja
- 2008 
  - etap i klasyfikacja generalna Clásica Alcobendas
- 2009
  - czwarty w Vuelta a Burgos plus wygrany etap
  - piąty w Vuelta a España
- 2010
  - drugi w Vuelta a Burgos
  - drugi w Vuelta a España
    - wygrany 20. etap